# Paraprionopelta minima
Paraprionopelta minima is een mierensoort uit de onderfamilie van de Paraponerinae. De wetenschappelijke naam van de soort is voor het eerst geldig gepubliceerd in 1955 door Kusnezov.